# Godebald
Godebald (gestorven in Utrecht, 12 november 1127) was bisschop van Utrecht van 1114 tot 1127.
Over de afkomst van Godebald is niets bekend. Hij was proost van het kapittel van de Janskerk en was nauw betrokken bij het bestuur van de bisschoppen Koenraad en Burchard voordat hij na een langdurige vacature in 1114 zelf tot bisschop benoemd werd.
Bij zijn aantreden moest hij eerst orde op zaken stellen in het Zeeuwse deel van het diocees dat tot het graafschap Vlaanderen behoorde. De "ketterse" prediker Tanchelm probeerde het gebied overgeheveld te krijgen naar het bisdom Terwaan, dat bestuurd werd door een geestverwant. Tanchelm stierf in 1115, maar zijn invloed werkte door. Godebald stichtte in 1123 nog een norbertijns klooster in Middelburg, dat opdracht kreeg de ketterij van Tanchelm te bestrijden.
Godebald was een hervormingsgezind man. Dat blijkt uit het feit dat hij betrokken was bij de oprichting van de Sint-Laurensabdij in Oostbroek bij De Bilt, dat zich als eerste klooster in het diocees aansloot bij het hervormingsklooster Cluny. Daarnaast was Godebald in de investituurstrijd geneigd de zijde van de paus te kiezen. Tijdens een bezoek van keizer Hendrik V aan Utrecht in 1122 raakte het gevolg van de keizer om onduidelijke reden slaags met de ministerialen van de bisschop, waarna Godebald gevangengenomen werd. Hij werd weldra vrijgelaten, maar moest ingrijpende concessies doen. Zo moest hij de Utrechtse burgers een aantal belangrijke rechten schenken die de basis vormden voor het Utrechtse stadsrecht: zij mochten de stad beschermen met een aarden wal en kregen financiële gunsten ten koste van de bisschop.
Bij het Concordaat van Worms in hetzelfde jaar schijnt Godebald wel aan de zijde van de keizer te hebben gestaan, maar in 1123 kwam het opnieuw tot een aanvaring tussen de twee vorsten. Weliswaar verzoenden zij zich snel, maar Hendrik V stierf in 1125 in Utrecht, waarna zijn tegenstander, Lotharius III, de troon besteeg. Van de weeromstuit lag Godebald ook met hem overhoop. Lotharius steunde zijn aangetrouwde familie, de graven van Holland, en schonk hun de grafelijke rechten van Friesland, die Hendrik IV nog aan de Utrechtse bisschop had overgedragen.
Tijdens de rijksdag te Utrecht in 1126 trok Godebald ook aan het kortste eind in een geschil over de rechten op nieuw ontgonnen veengebieden rondom Utrecht. Godebald had een actieve rol gespeeld bij de ontginning van die gebieden. Ook had hij, om het waterpeil in de Kromme Rijn te stabiliseren, een dam bij Wijk bij Duurstede laten aanleggen, en om de scheepvaart te bevorderen had hij de Vaartsche Rijn laten graven.
Na deze tegenslag trok Godebald zich terug in het klooster van Oostbroek, waar hij in 1127 stierf en begraven werd.